# اوسکاوا
اوسکاوا (به چکی: Oskava) یک منطقهٔ مسکونی در جمهوری چک است که در ناحیه شومپرک واقع شده‌است. اوسکاوا ۵۹٫۴۷ کیلومتر مربع مساحت و ۱٬۳۷۶ نفر جمعیت دارد و ۳۱۶ متر بالاتر از سطح دریا واقع شده‌است.